# Biserica de lemn din Turea
Biserica de lemn din Turea din localitatea omonimă în județul Cluj a fost ridicată în anul 1760. Lăcașul era pe la 1910 propus spre a fi achiziționat de Muzeul Național Maghiar din Budapesta. În perioada interbelică Alexandru Tzigara-Samurcaș a cumpărat și transportat biserica de lemn la București, fiind una dintre primele de acest fel transferate într-un muzeu din România. Acum este expusă în Muzeul Național al Satului „Dimitrie Gusti”. Biserica se află pe noua listă a monumentelor istorice sub codul LMI: B-II-a-A-18994, ce cuprinde Muzeul Satului din București în ansamblul lui.

## Istoric

Portalul intrării, 2002

### Datare
Anul construcției se află incizat pe ușorul stâng al portalului de la intrare: „1760”. Pe peretele exterior al altarului încă se poate citi „1764 luna ...”. Biserica de lemn a fost înlocuită pe la începutul secolului 20 cu de un lăcaș de zid. Destinul ei era să dispară precum majoritatea celorlalte din Ardeal înlocuite în acea vreme, dacă nu apărea un interes neobișnuit, cu totul nou, pentru a o salva ca monument de artă și istorie, reprezentativ pentru românii ardeleni din zona Clujului.

### Transferare
Primele încercări de a salva biserica de lemn au fost făcute de Alexandru Belulescu, care o propunea spre achiziționare Muzeului Național Maghiar din Budapesta, considerând-o reprezentativă pentru românii din Ardeal. Acest proiect a fost blocat de primul război mondial. Biserica de lemn din Turea, județul Cluj, a fost adusă în perioada interbelică în București de Alexandru Tzigara-Samurcaș, care a vrut să o expună in interiorul Muzeului de Etnografie și Arta Națională. A ales-o special atât de mică (12/5 m), dar s-a gândit că și-ar pierde farmecul dacă n-ar fi in aer liber, și astfel a ținut-o in depozit, negăsindu-i locul. Cam prin anii '50, Gheorghe Focșa, directorul de la Muzeul Satului, a adus-o în muzeu. 

### Resfințire
Paula Popoiu, directorul general al Muzeului Satului, a declarat:
„La rugămintea noastră Preafericitul Părinte Patriarh ne-a îngăduit să resfințim biserica Turea din Muzeul Satului și ne-a spus că viitorul hram va fi Sfântul Mare Mucenic Dimitrie, Izvorâtorul de Mir, ceea ce vine în continuarea a ceea ce s-a întâmplat acum 5 ani când vrednicul de pomenire Preafericitul Părinte Teoctist a fost la noi în muzeu la 70 de ani și am luat ca sfinți protectori pe Sfântul Mare Mucenic Dimitrie și Sfântul Dimitrie cel Nou. Este un moment important pentru noi ca oameni, dar și pentru noi ca instituție, pentru că avem binecuvântarea Patriarhului României și avem nevoie de această binecuvântare să ducem mai departe ceea ce Dimitrie Gusti a început acum 75 de ani. Au fost generații de oameni care au continuat ideile acestui mare cărturar și se cuvine pe de o parte să ne amintim de munca lor, pe de altă parte să apărăm ceea ce au făcut.”
Patriarh Daniel a spus: „Această biserică pe care o vom resfinți va purta hramul Sfântul Mare Mucenic Dimitrie, Izvorâtorul de Mir care a fost și ocrotitorul lui Dimitrie Gusti, fondatorul acestui muzeu.” La redeschiderea bisericii, conducerea muzeului a anunțat că intenționează s-o repună în circuit, să o sfințească și ocazional să se celebreze slujbe sau chiar cununii și botezuri.

## Descriere

### În prezent
Biserica este o construcție religioasă cu plan dreptunghiular realizată din bârne de stejar. Temelia este făcută în piatră de râu, iar tehnica în care a fost realizată este fără liant. Acoperișul în patru ape are o învelitoare trasă la cuțitoaie și îmbinată în nut și fede. Șarpanta în patru ape cu turlă (și 4 turnulețe) este realizată în lemn de brad prin căpriori fixați pe cosoroabe. Biserica are podea din scânduri și pereți realizați în tehnica cioplitului și îmbinarea bârnelor de stejar.

Muzeograful Georgeta Stoica a afirmat:
„Intenția nu s-a înfăptuit și bârnele componente au rămas în pivnițele Muzeului de Istorie al Partidului Comunist care luase locul Muzeului Național din Piața Victoriei. În anul 1952, conducerea Muzeului Satului a solicitat Muzeului PCR piesele componente bisericii și () a reconstituit-o.
 Din păcate, din vechea pictură murală nu a mai rămas nimic.”

## Biserica în satul Turea
Vezi secțiunea „Lăcașuri de cult” a articolului Turea, Cluj.
Surse:
- Simon András, Gáll Enikő, Tonk Sándor, Lászlo Tamás, Maxim Aurelian, Jancsik Péter, Coroiu Teodora (2003). Atlasul localităților județului Cluj. Cluj-Napoca: Editura Suncart. ISBN ISBN 973-86430-0-7 Verificați valoarea |isbn=: invalid character (ajutor).
- Dan Ghinea (2000). Enciclopedia geografică a României. București: Editura Enciclopedică. ISBN 978-973-45-0396-4.

## Biserica în Muzeul Național al Satului „Dimitrie Gusti”

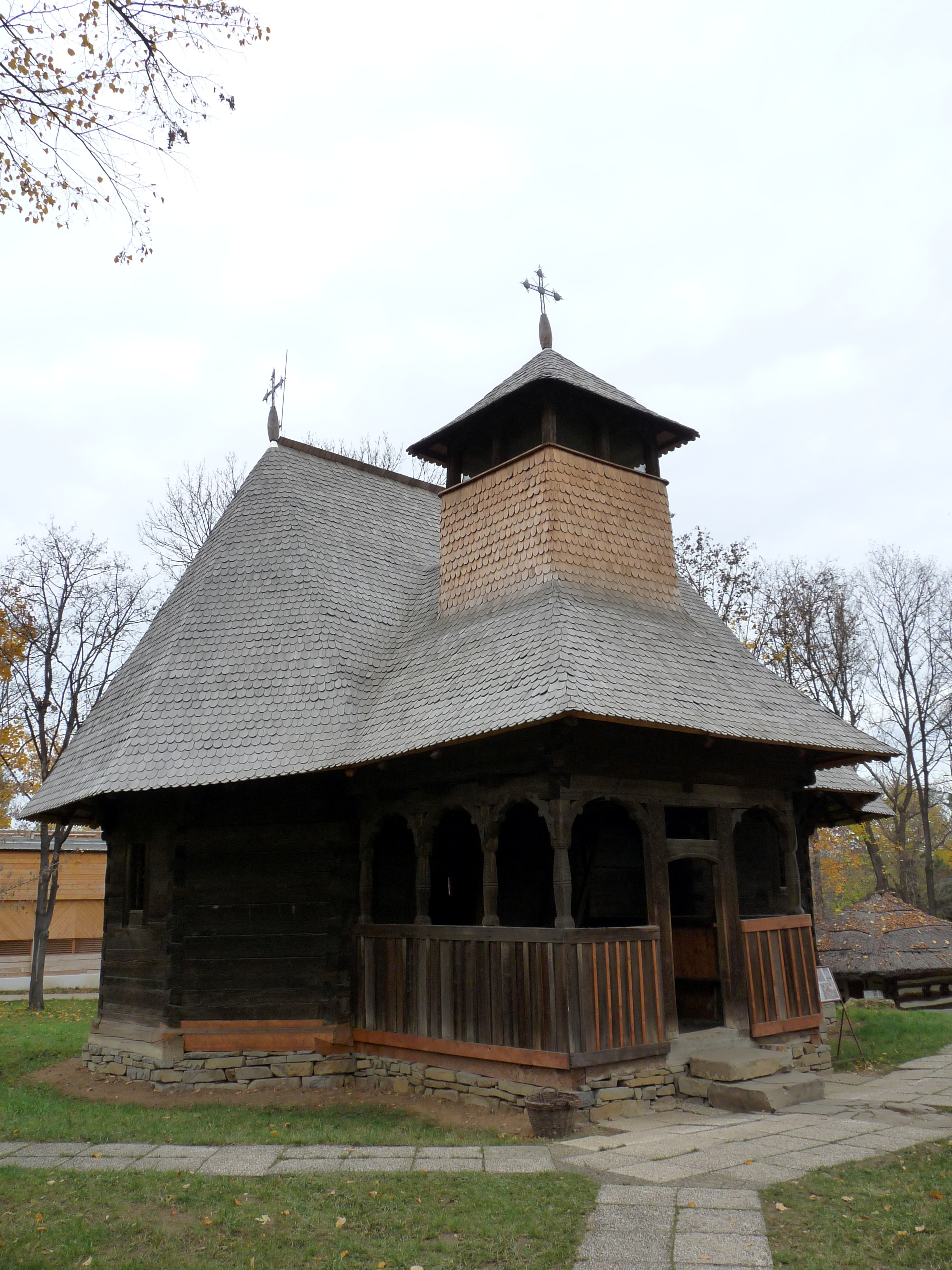
Biserica de lemn din Răpciuni, una dintre cele 4 biserici de lemn aflate la Muzeul Național al Satului „Dimitrie Gusti”.

Biserica de lemn din Turea este monument istoric, ea având codul B-II-a-A-18994 (biserica face parte din ansamblul Muzeului Satului și are codul acestuia). Ea Turea reprezintă singura biserică care face parte din ansamblul de construcții al regiunii Transilvania de la Muzeul Național al Satului „Dimitrie Gusti”.

### Bisericile de lemn
Numeroase, în trecut, în regiunile montane, lăcașurile de cult din lemn sunt considerate unanim, în prezent, monumente, o parte dintre ele devenind repere de cultură și civilizație țărănească. Între acestea, cu o valoare de patrimoniu incontestabilă sunt bisericile aflate la Muzeul Național al Satului „Dimitrie Gusti“, precum cele din Dragomirești - Maramureș, din Răpciuni - Neamț, biserica din Timișeni, Gorj și biserica din Turea - Cluj. Ultimul monument de cult a fost salvat din cadrul unei mari exploatări miniere de suprafață. Indiferent de mărime, cele patru biserici din muzeu (Biserica de lemn din Turea, Biserica de lemn din Timișeni, biserica de lemn din Răpciuni și Biserica de lemn din Dragomirești) impresionează prin măiestria cu care au fost construite, prin proporțiile echilibrate, prin decorația în lemn și prin pictura murală.Ele contribuie în mod substanțial la recreerea atmosferei satului tradițional.

### Museum vivium
Școală, han tradițional, ateliere și o uliță a minorităților sunt punctele de atracție ale secțiunii „Museum vivium” din care face parte și biserica de lemn. Aripa este situată între Palatul Elisabeta și aleea Michael Jackson din Parcul Herăstrău, (alee lipită de gardul muzeului aproape de Arcul de Triumf). Paula Popoiu a declarat: 
„Pe acestă zonă nu s-a făcut mare lucru, deși au fost aduse niște monumente care nu au fost așezate după o idee tematică. Când am revenit aici, în 2003, după incendiu, spațiul era plin de bălării, buruieni crescute până la streașina monumentelor, și am fost nevoiți să curățăm tot spațiul, operațiune care a semănat cu o defrișare.”